# Гомала
Гомала (Baloum, Bamileke-Bandjoun, Bandjoun, Banjoun-Baham, Banjun, Batie, Ghomálá’, Mahum, Mandju) — грассфилдский язык, на котором говорит народ бамилеке в «кармане» южного округа Бамбутос; на востоке округа Менуа, субокруга Баменджу округа Мифи; на большинстве территорий округа Мифи, за исключением южных «карманов» на севере и западе Западного региона в Камеруне.
У гомала есть несколько диалектов: нгемба (баменджу, мека, монджо, мугум, са, фуда), северный (ланг, фусан), центральный (банджун, бахам, ве, джо, йогам, хом), южный (денгквоп, па, те). Балессинг, бамека и бансоа являются подвариантами южного диалекта, северный имеет два варианта, центральный имеет четыре, а нгемба — пять.